# Черноморско-Азовское бассейновое управление
Черноморско-Азовское бассейновое управление (ЧАБУ) — созданное во время Великой Отечественной войны транспортное предприятие, объединяющее суда торгового флота Черноморского и Азовского морских пароходств.

## История управления
Черноморско-Азовское бассейновое управление создаётся в целях централизации перевозок на Чёрном и Азовском морях 6 июля 1941, через две недели после начала Великой Отечественной войны. В условиях риска захвата немецкими и румынскими войсками города и порта Одесса управление ЧАБУ было решено перенести в Ростов-на-Дону, где ранее размещалось Азовское торговое пароходство. По приказу И.В. Сталина в состав ЧАБУ вошли почти все пассажирские суда (в том числе черноморские круизные), большинство крупных грузовых кораблей типа «Пионер», часть паровых шхун, десятки буксиров и барж, суда технического флота Доно-Кубанского речного пароходства.  Морскому флоту необходимо было решать задачи снабжения войск на юге страны, оперативные перевозки, эвакуацию народохозяйственных ценностей и населения. С начала войны флот в оперативном отношении Черноморскому флоту и Азовской военной флотилии и использовался последним в том числе при осуществлении десантных операций, а также на перевозках воинских грузов и частей.
Начальником ЧАБУ был назначен уполномоченный Наркомата морского флота Г. А. Мезенцев, до этого в течение двух лет руководивший Черноморским пароходством, капитан потопленного фашистами в 1936 году торгового судна «Комсомол».

## Роль флота в Великой Отечественной войны
Суда ЧАБУ обеспечили эвакуацию Одессы, перевозку войск для обороны Крыма и Кавказа.